# Denis Decrès
Denis Decrès, né le 18 juin 1761 à Chaumont (Haute-Marne) et mort le 7 décembre 1820 à Paris, est un officier de marine et homme politique du Consulat et du Premier Empire.
Préfet maritime à Lorient, il devient ministre de la Marine de 1801 à 1814, vice-amiral, sénateur, grand officier et chef de la 10e cohorte de la Légion d'honneur en 1804, inspecteur général des côtes de la Méditerranée, grand cordon de la Légion d'honneur en 1805, grand officier de l'Empire en 1806, comte puis duc en 1813. Il meurt à Paris, le 7 décembre 1820, des suites des blessures reçues lors de l'incendie criminel de son domicile.

## Le marin combattant

### Avant la Révolution française
Appartenant à une famille de petite noblesse d'origine lozérienne, des traditions de famille, des études spéciales et un goût prononcé pour le service de la marine le déterminent, bien jeune encore à suivre cette carrière. Il y est admis comme aspirant, le 17 avril 1779 ; il est nommé Garde-marine en 1780.
Embarqué sur la frégate le Richemond, qui faisait partie de l'escadre aux ordres du comte de Grasse, il se signale dans les divers combats que cette armée navale eut à soutenir dans la mer des Antilles.
Il donne surtout des preuves d'intrépidité le 12 avril 1782, à la bataille des Saintes.
Le 17 février 1783, il se fait remarquer au combat où deux frégates s'emparèrent du vaisseau britannique HMS Argo. Cela lui valut, le 25 mars 1786, le grade de lieutenant de vaisseau.
Embarqué bientôt après sous les ordres de Guy Pierre de Kersaint, pour aller constater la réalité des lacs de bitume de la Trinité espagnole, Decrès envoya au maréchal de Castries, alors ministre de la marine, le journal des opérations relatives à cette expédition.
De retour en France, au moment où la Révolution française venait d'éclater, il reçut presque aussitôt l'ordre de se rendre à Brest, où il passa sur La Cybèle comme major de la division que M. de Saint-Félix conduisait dans les mers de l'Inde.

### Sous la Révolution française (1789-1799)
Le 6 février 1792, l'escadre, croisant en vue de la côte de Malabar, s'aperçoit qu'un bâtiment de commerce français capturé par les Marathes, est amariné sous la protection du fort Coulabo. Decrès propose à l'amiral de l'enlever à l'abordage.
En 1793, alors que la guerre vient d'éclater, que les colonies sont en proie à toutes les convulsions de la métropole, l'amiral Saint-Félix charge Decrès d'aller en France sur la frégate Atalante pour rendre compte au gouvernement de leur situation, pour solliciter et amener promptement des secours. Il arrive le 10 février 1794 à Lorient, où il apprend tout à la fois que, promu au grade de capitaine au mois de janvier 1793, il avait été destitué par mesure générale. Il est arrêté immédiatement comme noble.
On le conduit à Paris, où il est assez heureux pour échapper à la présomption dont il était menacé. Il se rend ensuite au sein de sa famille, où il vit dans l'isolement jusqu'au mois de juin 1795, époque à laquelle il est réintégré dans son grade de capitaine de vaisseau et nommé au commandement du Formidable, qui devait faire partie de l'expédition d'Irlande.
Il assiste en tant que chef de division à l'échec de cette expédition d'Irlande en 1796. Cette tentative n'ayant pas réussi, on désarme l'armée navale, et Decrès reste dans l'inaction jusqu'au moment où les préparatifs d'une expédition lui offrent l'occasion de s'associer aux conquérants de l'Égypte.

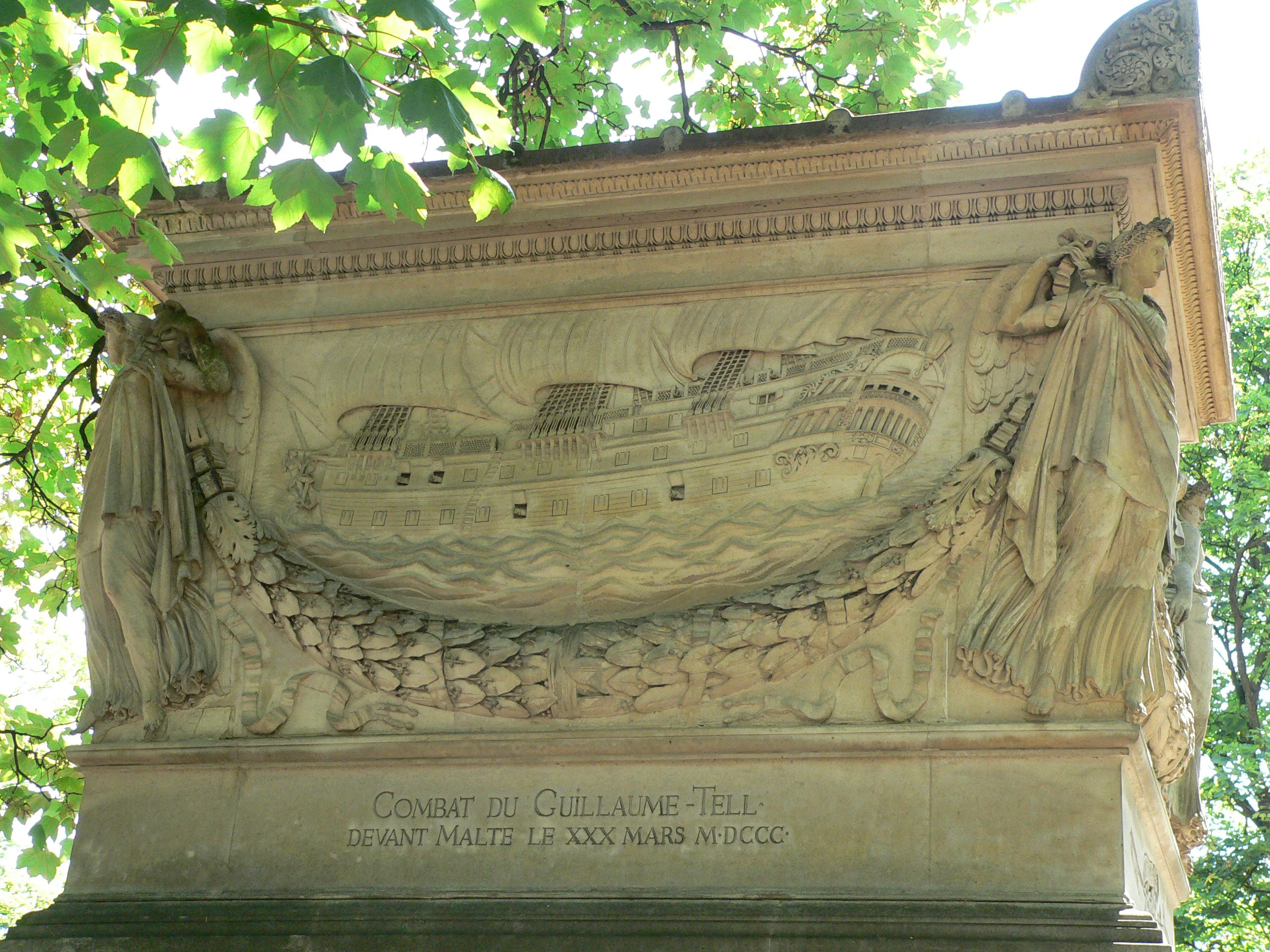
Louis-Parfait Merlieux, Le Combat du "Guillaume Tell" au large de Malte, le 30 mars 1800, représenté sur le cénotaphe de Decrès à Paris au cimetière du Père-Lachaise.

C'est de cette époque que date sa nomination au grade de contre-amiral en 1798. Commandant en cette qualité de l'escadre légère de l'armée navale de l'expédition d'Égypte aux ordres de Brueys, il est chargé, à l'attaque de Malte, de protéger le débarquement des troupes et de soutenir un engagement avec les galères de l'île.
À la bataille d'Aboukir sur le Guillaume Tell, il ne montre pas moins de dévouement et d'intrépidité. Il parvient à se réfugier à Malte.
Les forces britanniques ne tardent pas à se réunir devant ce port pour en former le blocus. Decrès prend le commandement des avant-postes. Pendant dix-sept mois, les troupes françaises doivent soutenir les assauts réitérés de l'ennemi. Mais chaque jour, la position française devient plus critique. Une partie de l'île étant tombée au pouvoir des Britanniques, les subsistances deviennent très rares, et le nombre des malades se multiplie avec une effrayante rapidité.
Attaqué par trois vaisseaux britanniques alors qu'il essaie de forcer le blocus, ayant à son bord 200 malades et 1 000 soldats, il doit se rendre après avoir mis deux de ses adversaires hors de combat et perdu la moitié de son équipage. Échangé, il est honoré d'un sabre que lui remet personnellement le Premier consul.

## Le ministre de la marine et des colonies

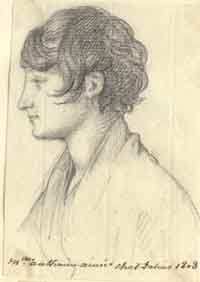
Frédéric Christophe d'Houdetot (1778–1859), Mlle Anthoine aînée : Rosine (1788-1864), duchesse de San-Germano puis duchesse Decrès. Paris, Conseil d'État.

À son retour en France, Bonaparte le nomme préfet maritime de Lorient, et lui confie bientôt après le commandement de l'escadre de Rochefort. L'habileté avec laquelle le contre-amiral s'acquitte de ses diverses fonctions le fait nommer par Bonaparte Ministre de la marine et des colonies le 3 octobre 1801. Ce poste était difficile dans la situation déplorable où se trouvaient les forces navales françaises.
Il joue un rôle considérable dans l'organisation de la marine mais sa jalousie l'aurait fait choisir des collaborateurs médiocres. Le nouveau ministre embrasse d'un coup d'œil toutes les calamités qui pèsent sur la marine française.
Fidèle exécutant des ordres de Napoléon, il veille au rétablissement de l'esclavage dans les colonies. En ce qui concerne Saint-Domingue, les esclaves révoltés avaient acquis et conquis leur liberté, mais le gouvernement français avait repris possession de l'île en envoyant le Général Leclerc en 1802. La révolte s'était apaisée grâce à la promesse réitérée de ne pas rétablir l'esclavage. Le 14 juin 1802, Decrès écrit une lettre au Général Leclerc en lui ordonnant de rétablir l'esclavage. Mais il propose pour cela d'endormir la méfiance des noirs par de bons traitements, puis, une fois leur confiance acquise, de trouver le moyen de les « faire rentrer dans leur condition originelle, d'où il a été si funeste de les avoir tirés ». Et il ajoute qu'il fait confiance au général pour mettre en œuvre cette politique selon que les circonstances le permettront.
Le premier Consul, satisfait de la vigilance, de l'activité de Decrès, le stimule, l'encourage, et le rassure sur les machinations dont il craint de devenir la victime.
Il fait rassembler des troupes considérables sur les côtes de l'Océan pour tenter une invasion en Grande-Bretagne.
Decrès se met à l'œuvre avec activité. Mais l'invasion n'a pas lieu, d'une part parce que les flottes françaises, au lieu de venir la protéger, se rendent à Cadix, d'autre part parce que les escadres britanniques, qui étaient dans les Indes, arrivèrent inopinément dans cette conjoncture.
Villeneuve, malgré les ordres du ministre de la marine, ne craignit pas d'affronter les Britanniques, et une partie de la marine française périt à la bataille de Trafalgar. Decrès fut profondément affecté de cette catastrophe, mais son courage n'en fut point ébranlé.
Decrès est aussi connu pour les travaux qu'il a sinon conçus, du moins fait exécuter à Venise, à Niewdep, à Flessingue, à Anvers, et surtout à Cherbourg. Il croyait qu'il était possible de former les marins malgré le blocus des ports militaires français par la Royal Navy. Ainsi, il incita Napoléon à envoyer un grand nombre de frégates en croisière. Réticent, l'Empereur se laissa finalement convaincre par son ministre, qui fit valoir la victoire du capitaine Bouvet sur une frégate anglaise. Ainsi, dans les derniers mois de l'existence de l'Empire, une vingtaine de frégates furent envoyées en croisière dans la mer du Nord et l'Atlantique, naviguant en moyenne trois mois. À peu près 4 000 marins rentrèrent dans les ports après s'être entraînés dans des conditions difficiles. Mais une dizaine de frégates furent prises par les Anglais.
Son poste ministériel prit fin le 3 avril 1814, lors de la première abdication de Napoléon.
L'espoir de venger la France de l'humiliation de 1814, de lui faire recouvrer ces anciens monuments de sa puissance, fut sans doute le motif qui le décida à accepter de nouveau le ministère lors du retour de Napoléon en 1815.
Après les Cent jours, il se retira de toute activité publique.

## Dernières années

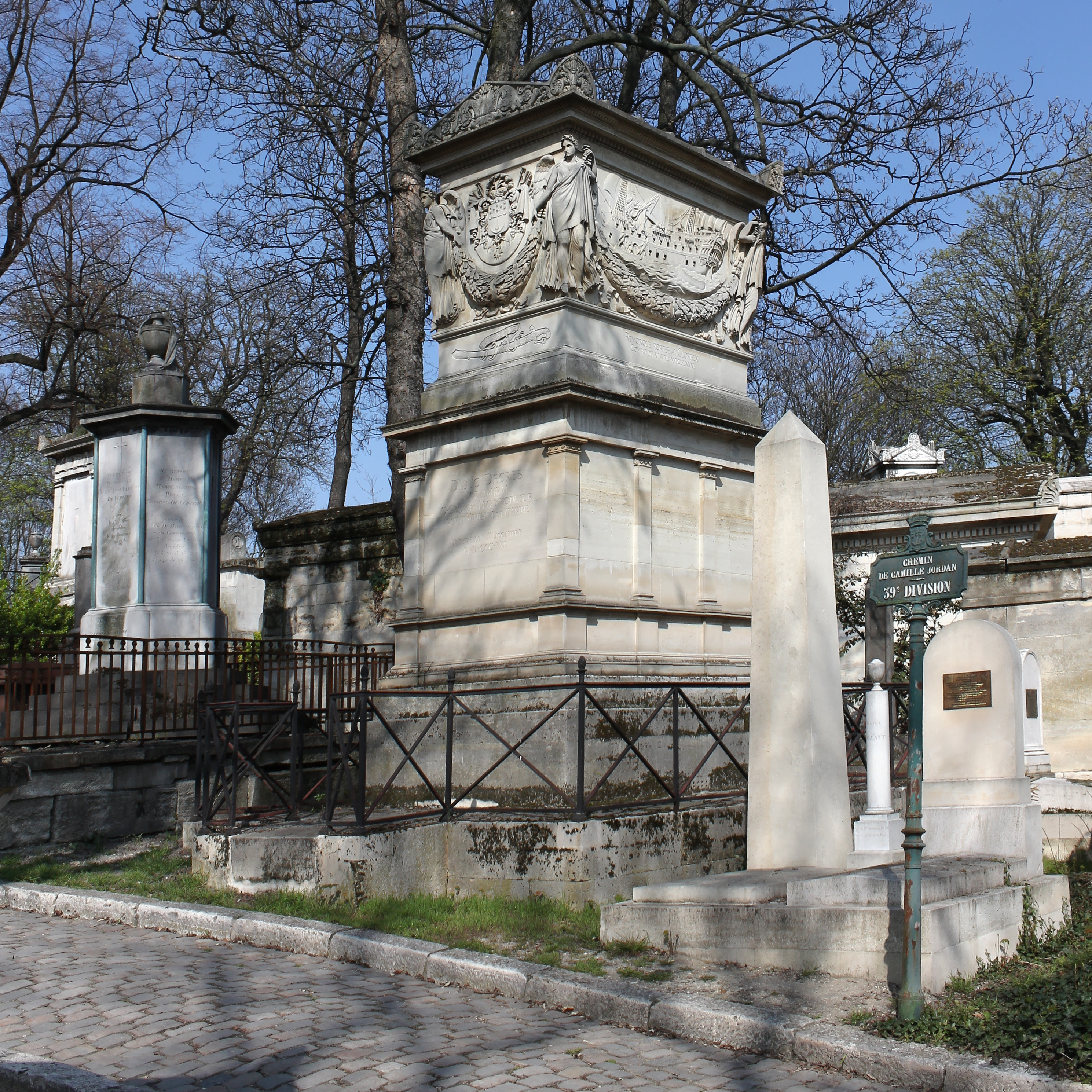
Son tombeau à Paris au cimetière du Père-Lachaise (division 39).

Il meurt des suites d'un incendie allumé par un domestique ayant voulu le tuer pour le voler.
Il est inhumé à Paris au cimetière du Père-Lachaise (division 39). La date gravée pour son décès sur la base de son monument funéraire est erronée (1821 au lieu de 1820).

## Hommages posthumes
- Son nom est gravé sous l’arc de triomphe de l’Étoile, à Paris.
- La ville de Paris a donné son nom à la rue Decrès, dans le 14e arrondissement.
- La ville de Chaumont comporte une rue à son nom au centre-ville.

## Armoiries
| Figure | Blasonnement |
|        | Armes du Comte Decrès et de l'Empire (4 juillet 1808), contre-amiral (12 avril 1798), vice-amiral (30 mai 1804), préfet maritime de Lorient (30 septembre 1800 - 22 juin 1801), Ministre de la marine (1801-1814, 20 mars 1815 - 22 juin 1815 (Cent-Jours)), Grand officier (14 juin 1804, et chef de la 10e cohorte), puis Grand aigle de la Légion d'honneur (2 mai 1805), D'azur, à trois croissants d'argent, à une ancre d'or brochante, au canton des Comtes Ministres brochant. |
|        | Armes du Duc Decrès et de l'Empire (28 avril 1813), Chevalier de Saint-Louis (3 juin 1814), Pair de France (2 juin 1815 (Cent-Jours)), D'azur, à trois croissants d'argent, et une ancre d'or, brochant sur le croissant en pointe, au chef de gueules, semé d'étoiles d'argent., |